# 1391

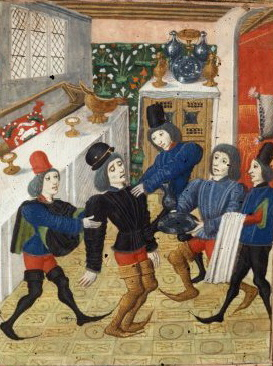
overlijden van Gaston III van Foix-Béarn

Het jaar 1391 is het 91e jaar in de 14e eeuw volgens de christelijke jaartelling.

## Gebeurtenissen
juni
- 4 - De inwoners van Westerwolde beloven aan de familie van Egge Addinga, om tegenover hen hun verplichtingen aan de vermoorde ambachtsheer na te komen
- 18 - Slag aan de Kondurcha: Timoer Lenk boekt een grote overwinning op Tochtamysj.
- juni - Een extreem bloedige pogrom in Sevilla begint jodenvervolgingen in geheel Spanje.

juli
- 10 - Eedaflegging van Castronovo op Sicilië. De adel richt zich tegen het huwelijk van koningin Maria van Sicilië met Martinus I.

zonder datum
- De Universiteit van Ferrara wordt gesticht.

## Opvolging
- Armagnac - Jan III opgevolgd door zijn broer Bernard VII
- Bosnië - Tvrtko I opgevolgd door Dabiša
- Byzantium - Johannes V Palaiologos opgevolgd door zijn zoon Manuel II Palaiologos
- patriarch van Constantinopel - Macarius opgevolgd door Antonius IV
- Duitse Orde - Koenraad IV van Wallenrode als opvolger van Koenraad III Zöllner van Rothstein
- Foix en Béarn - Gaston III opgevolgd door Matheus
- Granada - Mohammed V opgevolgd door Yusuf II
- Habsburg - Willem I van Stiermarken opgevolgd door Leopold IV
- Malta - Manfredo III Chiaramonte opgevolgd door Elizabetta Peralta Chiaramonte
- Mark - Adolf III van der Mark opgevolgd door zijn zoon Diederik X van Kleef
- Namen - Willem I opgevolgd door zijn zoon Willem II
- Savoye - Adameus VII opgevolgd door zijn zoon Amadeus VIII

## Afbeeldingen

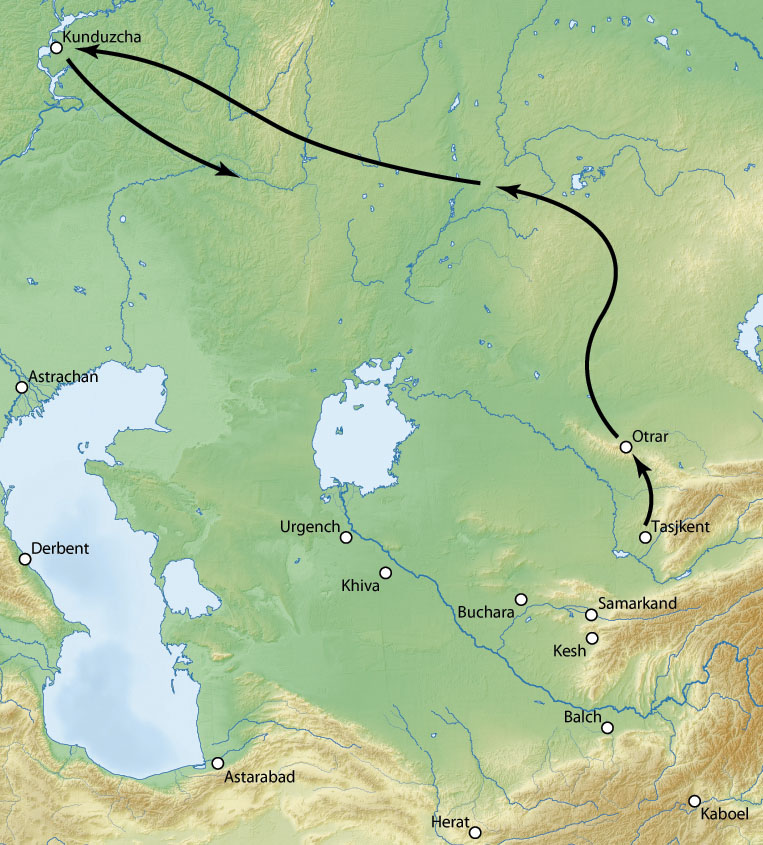
Timoer Lenks veldtocht tegen Tochtamysj
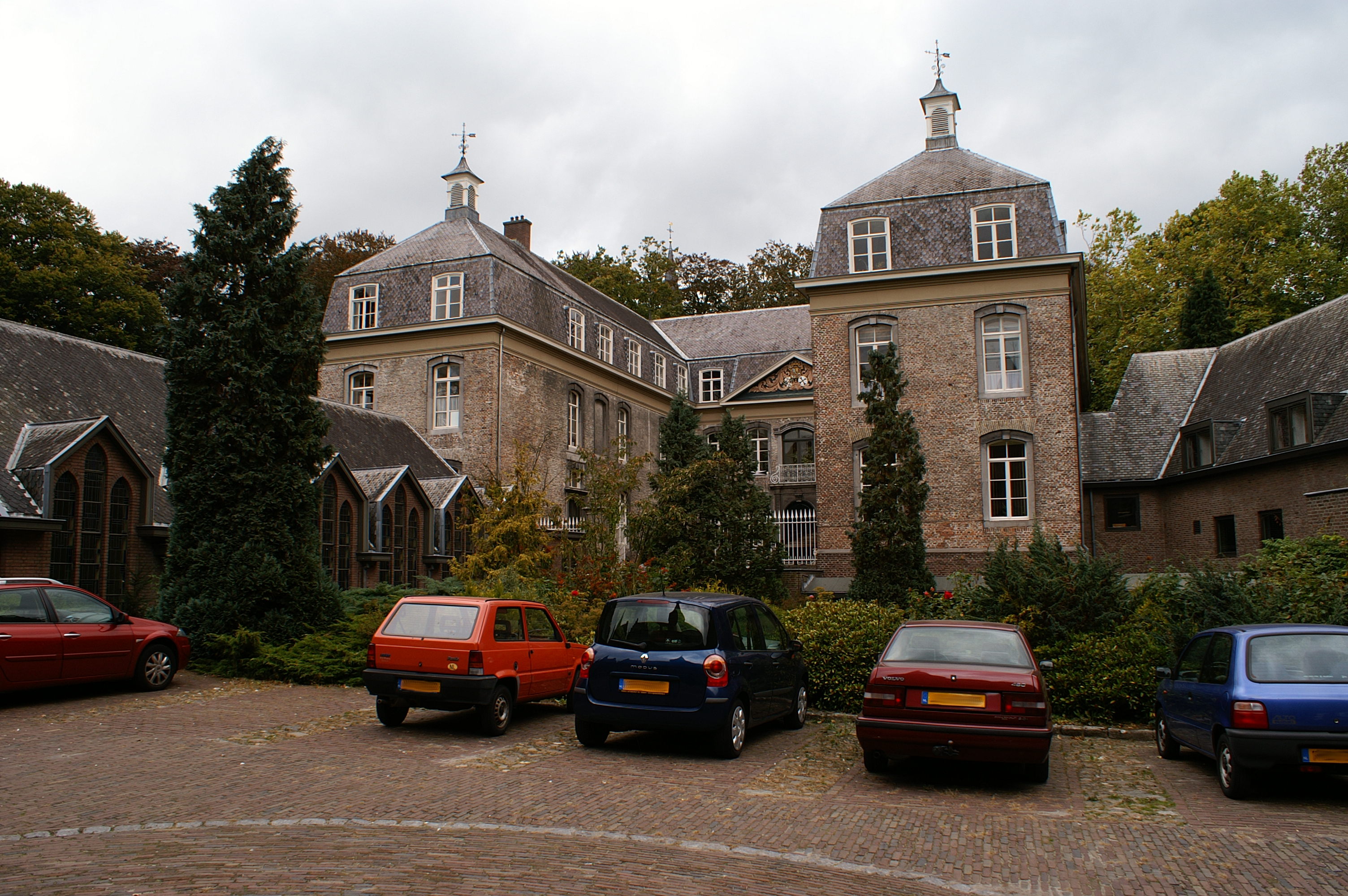
kasteel van Gemert (bouw begonnen 1391)

## Geboren
- 31 oktober - Eduard, koning van Portugal (1433-1438)
- Gendün Drub, Tibetaans geestelijk leider, eerste dalai lama
- Cyriacus van Ancona, Italiaans archeoloog (jaartal bij benadering)

## Overleden
- 16 februari - Johannes V Palaiologos (59), keizer van Byzantium (1341-1391)
- 10 maart - Tvrtko I (~52), ban en koning van Bosnië (1353/1377-1391)
- 25 juli - Jan III van Armagnac (~32), Frans edelman
- 1 augustus - Gaston III van Foix-Béarn, Frans edelman
- 7 september - Adolf III van der Mark (~60), bisschop van Münster, aartsbisschop van Keulen en graaf van Mark
- 1 november - Amadeus VII (31), graaf van Savoye
- Rudolf VII van Baden, markgraaf van Baden-Baden
- Waldemar III van Anhalt, Duits edelman
- Willem I (~67), markgraaf van Namen (1337-1391)